# Nélson Veríssimo
Nélson Alexandre da Silva Veríssimo (Vila Franca de Xira, Portugal, 17 de abril de 1977) es un exjugador y entrenador de fútbol portugués. Actualmente dirige al Benfica "B".

## Carrera como jugador
Veríssimo nació en Vila Franca de Xira, distrito de Lisboa. Durante su carrera profesional, el canterano del Benfica (sólo disputó cuatro partidos con el primer equipo)representó al F.C. Alverca, Académica de Coimbra, Vitória Setúbal, C.D. Fátima y C.D. Mafra.
En su etapa por el Fátima dirigido por Rui Vitória, obtuvo su único título nacional en la temporada 2008-09 después de vencer en la final de la Segunda División B al G.D. Chaves de Leonardo Jardim. Asimismo, logró avanzar a la cuarta ronda de la Copa de la Liga en la campaañ 2007-08 mediante una victoria en la tanda de penaltis sobre el FC Porto.

## Carrera como entrenador
Luego de retirarse como futbolista profesional, Veríssimo fue nombrado asistente técnico de Benfica "B", primero bajo las órdenes de Luís Norton de Matos y luego acompañó a Hélder Cristóvão.En enero de 2019, cuando Bruno Lage fue nombrado entrenador interino del equipo principal, ocupó su puesto en el equipo filial.
El 7 de julio de 2020, se hizo cargo interinamente del Benfica después de la renuncia de Lage.Tras el nombramiento de Jorge Jesus como entrenador del primer equipo, quedó a cargo de la filial en sustitución de Renato Paiva.En diciembre de 2021, tras la destitución de Jesus, volvió a ser nombrado interino del primer equipo hasta el final de la temporada, dejando al Benfica "B" como líder de la segunda división portuguesa.
Después de dejar su cargo en el club de Lisboa, fue anunciado como entrenador del Estoril el 2 de julio de 2022 y reemplazó a Bruno Pinheiro.Fue despedido el 24 de febrero siguiente con el equipo en el puesto N°15 después de 21 partidos, aunque a siete puntos del puesto de play-off de descenso.
En julio de 2023, inició una nueva etapa al frente del Benfica "B".

## Clubes

### Como jugador
| Club                          | País     | Año       |
| ----------------------------- | -------- | --------- |
| Benfica                       | Portugal | 1995-1996 |
| Alverca                       | Portugal | 1996-2004 |
| Académica de Coimbra (cedido) | Portugal | 1997      |
| Académica de Coimbra (cedido) | Portugal | 1998-1999 |
| Vitória Setúbal               | Portugal | 2004-2007 |
| Fátima                        | Portugal | 2007-2011 |
| Mafra                         | Portugal | 2011-2012 |

### Como entrenador
| Club        | País     | Año           |
| ----------- | -------- | ------------- |
| Benfica "B" | Portugal | 2019          |
| Benfica     | Portugal | 2020          |
| Benfica "B" | Portugal | 2020-2021     |
| Benfica     | Portugal | 2021-2022     |
| Estoril     | Portugal | 2022-2023     |
| Benfica "B" | Portugal | 2023-presente |

## Palmarés

### Como jugador

#### Campeonatos nacionales
| Título             | Club            | País     | Año     |
| ------------------ | --------------- | -------- | ------- |
| Copa de Portugal   | Vitória Setúbal | Portugal | 2004-05 |
| Segunda División B | Fátima          | Portugal | 2008-09 |